# Samsö, Djursholm

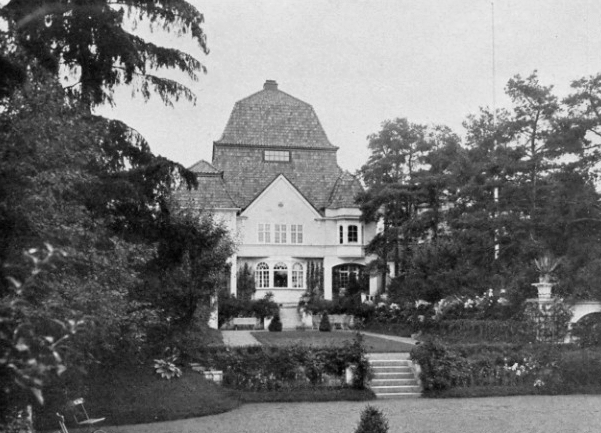
Fredrik Lilljekvists byggnad Samsö, 1913

Samsö är en ö i Samsöviken i Djursholm, Danderyds kommun. Samsö har namngivit en byggnad som på 1890-talet uppfördes som bostad åt slottsarkitekten Fredrik Lilljekvist. Byggnaden stod klar år 1893, men byggdes om flera gånger, bland annat år 1898, då Lilliekvist inspirerades av sin egen kulisstad Gamla Stockholm vid Stockholmsutställningen 1897.

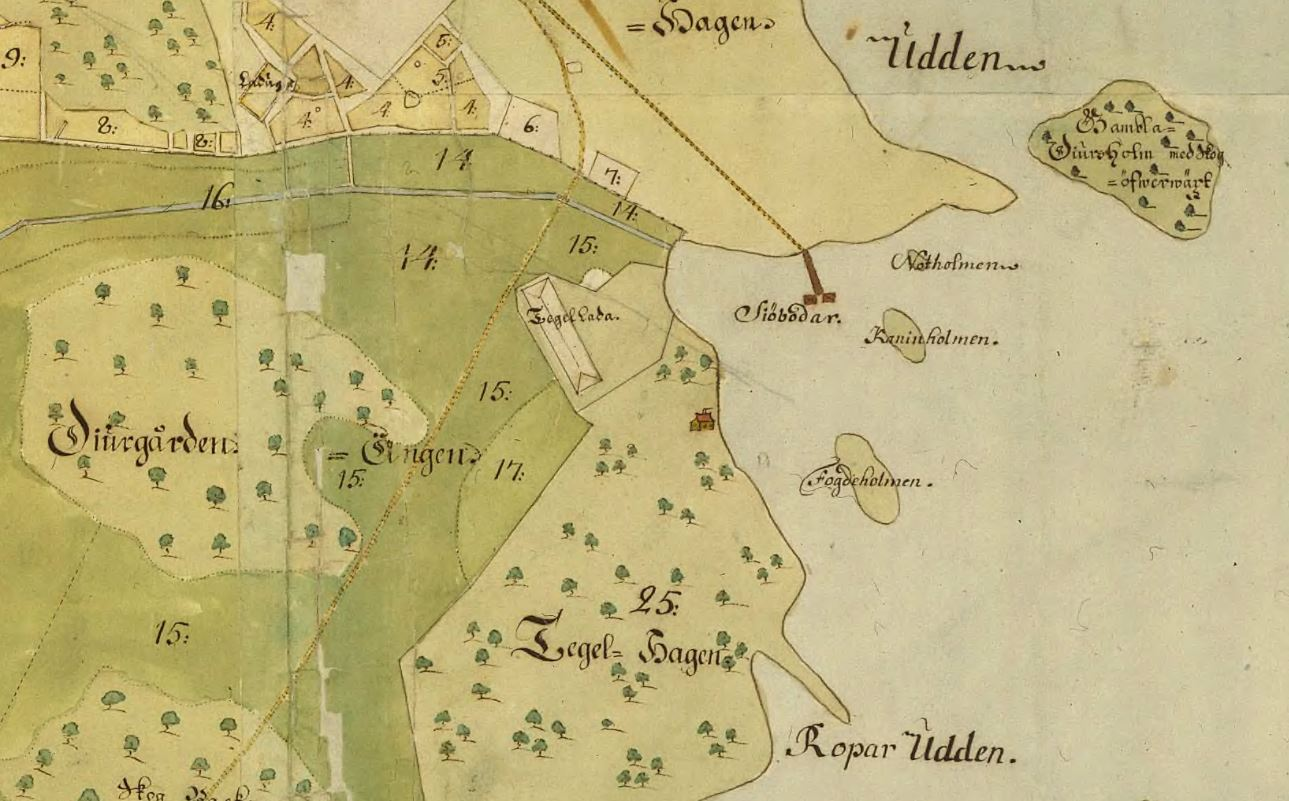
Karta från 1719.

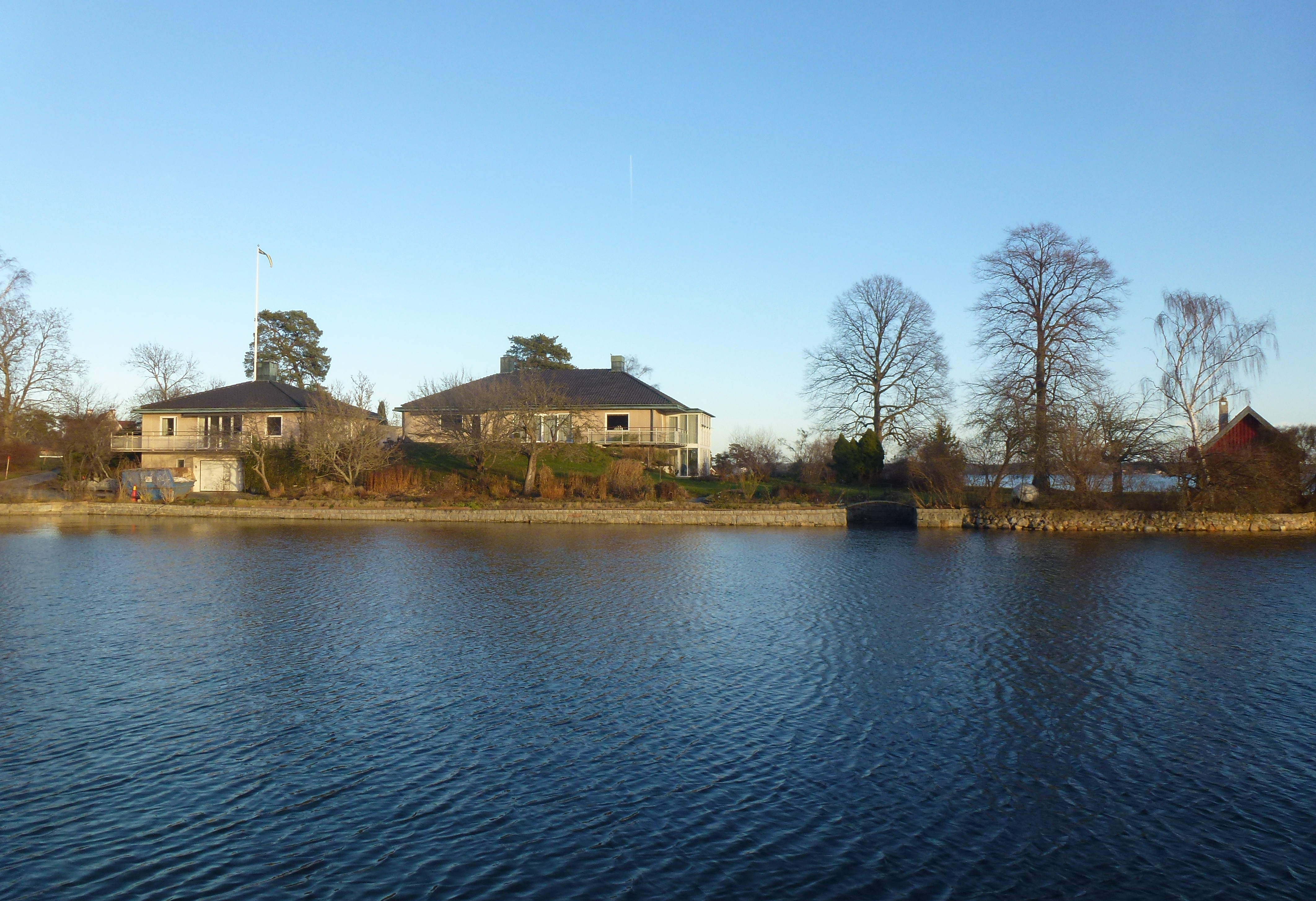
Samsö 2013, arkitekt Nils Tesch

Lilljekvist skriver i en artikel, som publicerades år 1913 i tidskriften Svenska hem, hur han även fått inspiration från Gripsholms slott, som han också arbetade med renoveringen av vid samma tid som han lät bygga Samsö.
I sin beskrivning av byggnaden i artikeln i Svenska hem skriver Fredrik Lilljekvist att "den har svällt ut i samband med behofven och har därmed ändrat skinn efter de stämningar jag själf genomlefvat; jag har nämligen lätt att ledsna på hvad jag själf åstadkommit."
På ön, som nås över en privat bro från Strandvägen, fanns även en planerad trädgård med näckrosdamm och lekstuga. I huset fanns stora sällskapsutrymmen och en konstsamling med verk av framstående samtida konstnärer.
Lilljekvists byggnad på Samsö revs på 1960-talet och byggmästaren Allan Skarne (dåvarande VD för Ohlsson & Skarne) lät bygga en modern villa på ön. Villan hade han ritat tillsammans med arkitekten Nils Tesch och byggt i början av 1960-talet med prefabelement från den egna fabriken. I trädgården ställde han upp några stora betongskulpturer som han lät gjuta efter Picassos skisser.
Samsö, som på en karta från 1719 kallas Fogdeholmen och senare Oxholmen ligger vid Samsöviken. Ön och viken namngavs år 1889 i samband med att Djursholm planerades. Namnet har, likt många geografiska namn i de äldre delarna av Djursholm, kopplingar till den fornnordiska gudasagan. 
I Samsöviken finns även ön Vågaskär, som är bebyggd med en villa som också är ritad av Fredrik Lilljekvist. Numera (2012) bor artisten Björn Ulvaeus på Vågaskär.
Mittemot Samsön, vid Strandvägen 21 ligger ytterligare en villa, Villa Wehtje, som även den ritades av Nils Tesch. Huset uppfördes 1939 och dess arkitektur liknar villan på Samsö. Idag (2013) finns här Ecuadors ambassadörs residens.